# Vredefort
Vredefort – miasto w Republice Południowej Afryki, w prowincji Wolne Państwo, ok. 3 tys. mieszkańców. Znajduje się w pobliżu środka olbrzymiego krateru meteorytowego Vredefort, wpisanego na listę światowego dziedzictwa UNESCO.